# Lycosa balaramai
Lycosa balaramai este o specie de păianjeni din genul Lycosa, familia Lycosidae, descrisă de M.K. Patel și Reddy, 1993. Conform Catalogue of Life specia Lycosa balaramai nu are subspecii cunoscute.